# Афания
Афания (греч. Αφάνεια) / Газикёй (тур. Gaziköy) — деревня на острове Кипр, на территории частично признанного государства Турецкая Республика Северного Кипра (согласно мнению международного сообщества — в Республике Кипр).

## Географическое положение
Афания находится в восточной части острова, в юго-западной части района, на расстоянии приблизительно 27 километров к западу-юго-западу (WNW) от Фамагусты, административного центра района. Абсолютная высота — 56 метров над уровнем моря.

## Население
Численность населения деревни на 2011 год составляла 713 человек, из которых мужчины составляли 50,07 %, женщины — соответственно 49,93 %.
| Год  | Население, человек |
| ---- | ------------------ |
| 2006 | 686                |
| 2011 | 713                |

## Транспорт
Ближайший гражданский аэропорт — Эрджан.